# Sahilkılınçlı, Kaş
Sahilkılınçlı là một xã thuộc huyện Kaş, tỉnh Antalya, Thổ Nhĩ Kỳ. Dân số thời điểm năm 2011 là 278 người.